# George Shrinks
George Shrinks ist eine kanadisch-chinesische Zeichentrickserie, die zwischen 2000 und 2004 produziert wurde.

## Handlung
George Shrinks ist zehn Jahre alt und mit zehn Zentimetern Größe wesentlicher kleiner als die anderen in seinem Alter. Dies macht ihm allerdings nichts aus, er stellt sich immer wieder neuen Herausforderungen und erlebt dabei viele Abenteuer.

## Produktion und Veröffentlichung
Die Serie wurde zwischen 2000 und 2004 von der kanadischen Produktionsfirma Nelvana in Zusammenarbeit mit PBS sowie dem chinesischen Animationsstudio Jade Animation produziert.
Erstmals wurde die Serie am 30. September 2000 PBS ausgestrahlt. Die deutsche Erstausstrahlung erfolgte am 29. Juli 2001 auf Super RTL. Weitere Ausstrahlungen im deutschsprachigen Raum erfolgten auf Bibel TV, Das Vierte, Anixe und YFE TV. Zudem erschien die Serie auf mehreren DVDs und VHS-Kassetten.

## Episodenliste

### Staffel 1
| Folge (gesamt) | Folge (Staffel) | deutscher Titel                               | deutsche Erstausstrahlung | Originaltitel                     | Originalausstrahlung |
| 1              | 01              | Reparaturmaßnahmen                            | 29. Juli 2001             | If It Ain’t Broke                 | 09. September 2000   |
| 2              | 02              | Können wir sie behalten?                      | 5. August 2001            | Can We Keep Him?                  | 16. September 2000   |
| 3              | 03              | Die unheimliche Begegnung der gefiederten Art | 12. August 2001           | Close Encounters of the Bird Kind | 23. September 2000   |
| 4              | 04              | Angriff der Ameisen                           | 19. August 2001           | Ants in the Pantry                | 30. September 2000   |
| 5              | 05              | Die furchtlosen Insektenjäger                 | 26. August 2001           | Round Up the Usual Insects        | 7. Oktober 2000      |
| 6              | 06              | Vom Regen in die Traufe                       | 2. September 2001         | From Bad to Worse                 | 14. Oktober 2000     |
| 7              | 07              | Versunkene Schätze                            | 9. September 2001         | Sunken Treasures                  | 21. Oktober 2000     |
| 8              | 08              | Schneemannsland                               | 16. September 2001        | Snowman’s Land                    | 28. Oktober 2000     |
| 9              | 09              | Das Supermobil wird geklaut                   | 23. September 2001        | Zoopercar Caper                   | 4. November 2000     |
| 10             | 10              | Den Abfluss runter                            | 19. Oktober 2001          | Down the Drain                    | 11. November 2000    |
| 11             | 11              | Ein Tag am Strand                             | 22. Oktober 2001          | A Day at the Beach                | 18. November 2000    |
| 12             | 12              | König Kongo                                   | 23. Oktober 2001          | King Kongo                        | 25. November 2000    |
| 13             | 13              | George und die Außerirdischen                 | 24. Oktober 2001          | George vs. the Space Invaders     | 2. Dezember 2000     |

### Staffel 2
| Folge (gesamt) | Folge (Staffel) | Originaltitel                       | Originalausstrahlung |
| 14             | 01              | The Ghost of Shrinks Manor          | 8. September 2001    |
| 15             | 02              | Journey to the Centre of the Garden | 15. September 2001   |
| 16             | 03              | Dog-Sitting Miss Daisy              | 22. September 2001   |
| 17             | 04              | Return to Sender                    | 29. September 2001   |
| 18             | 05              | The More Things Change              | 6. Oktober 2001      |
| 19             | 06              | The George-Lo-Phone                 | 13. Oktober 2001     |
| 20             | 07              | Down on the Bayou                   | 20. Oktober 2001     |
| 21             | 08              | Tankful of Trouble                  | 27. Oktober 2001     |
| 22             | 09              | All Along The Clock Tower           | 3. November 2001     |
| 23             | 10              | Return of the Space Invaders        | 10. November 2001    |
| 24             | 11              | Small of the Wild                   | 17. November 2001    |
| 25             | 12              | Speed Shrinks                       | 24. November 2001    |
| 26             | 13              | Hound of the Bath-ervilles          | 1. Dezember 2001     |

### Staffel 3
| Folge (gesamt) | Folge (Staffel) | Originaltitel                    | Originalausstrahlung |
| 27             | 01              | On the Road                      | 6. Januar 2003       |
| 28             | 02              | A Star is Shrunk                 | 7. Januar 2003       |
| 29             | 03              | George Unshrinks                 | 8. Januar 2003       |
| 30             | 04              | Monster Mash                     | 9. Januar 2003       |
| 31             | 05              | In the Duck Soup                 | 10. Januar 2003      |
| 32             | 06              | Friends and Anemones             | 13. Januar 2003      |
| 33             | 07              | Coach Shrinks                    | 14. Januar 2003      |
| 34             | 08              | Migrate-est Adventure            | 15. Januar 2003      |
| 35             | 09              | George’s Apprentice              | 16. Januar 2003      |
| 36             | 10              | If I Ran the Circus              | 17. Januar 2003      |
| 37             | 11              | Becky in Wonderland              | 20. Januar 2003      |
| 38             | 12              | Toy George                       | 21. Januar 2003      |
| 39             | 13              | The Lost World of George Shrinks | 22. Januar 2003      |
| 40             | 14              | Lost and Found Art               | 23. Januar 2003      |